# Saccorhiza polyschides
El argazo bravo o golfo (Saccorhiza polyschides) es un alga parda muy común en la costa atlántica de Europa. Es grande, pudiendo llegar a los 2,5m. Posee un rizoide que es un bulbo grande recubierto de papilas con el que se adhiere a las rocas. El talo o estipe es plana, fibrosa y helicoidal al inicio. Las láminas son coriáceas (como el cuero al tacto).

## Galería de imágenes

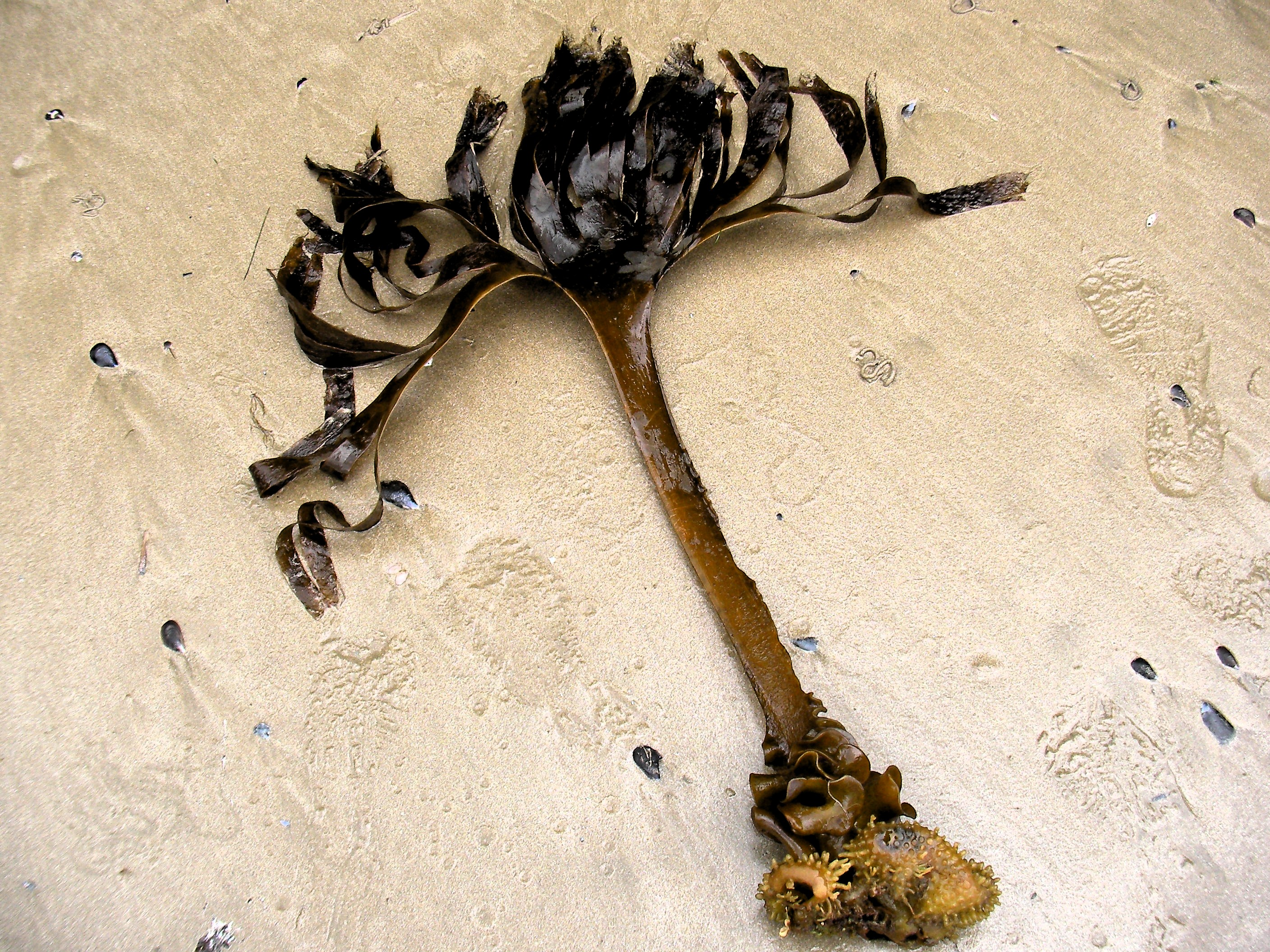
Ejemplar varado en la playa.
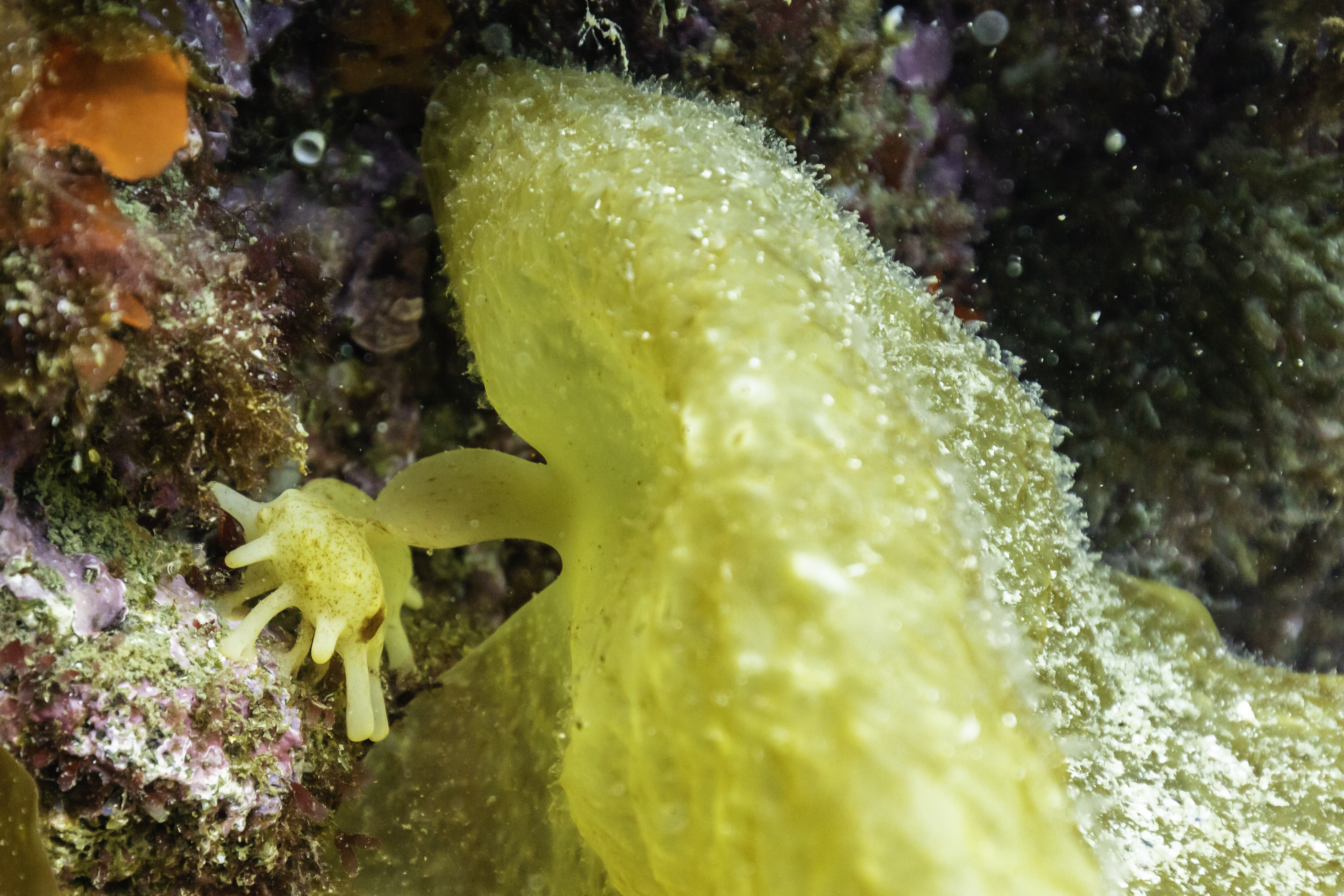
Detalle de la base.
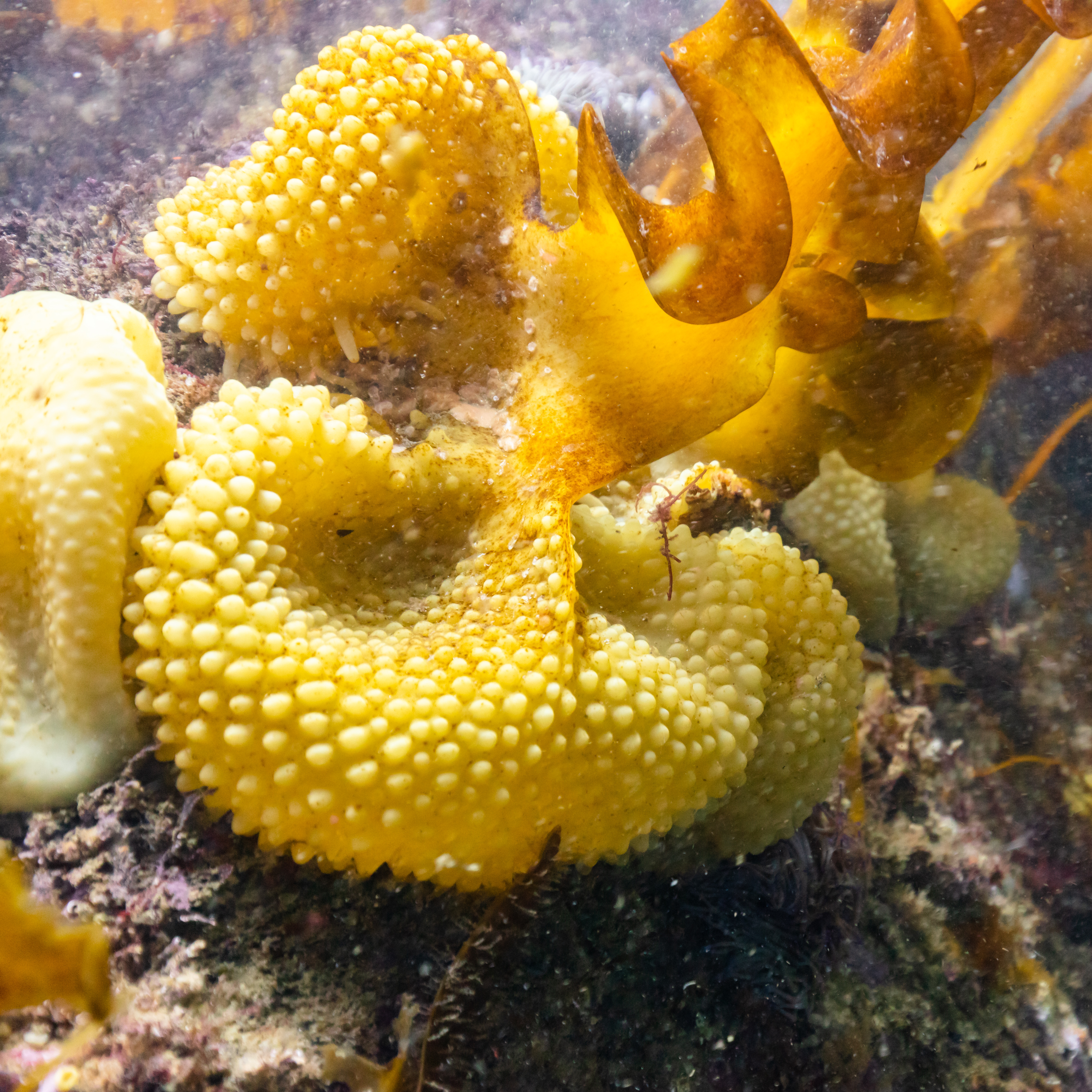
Base.
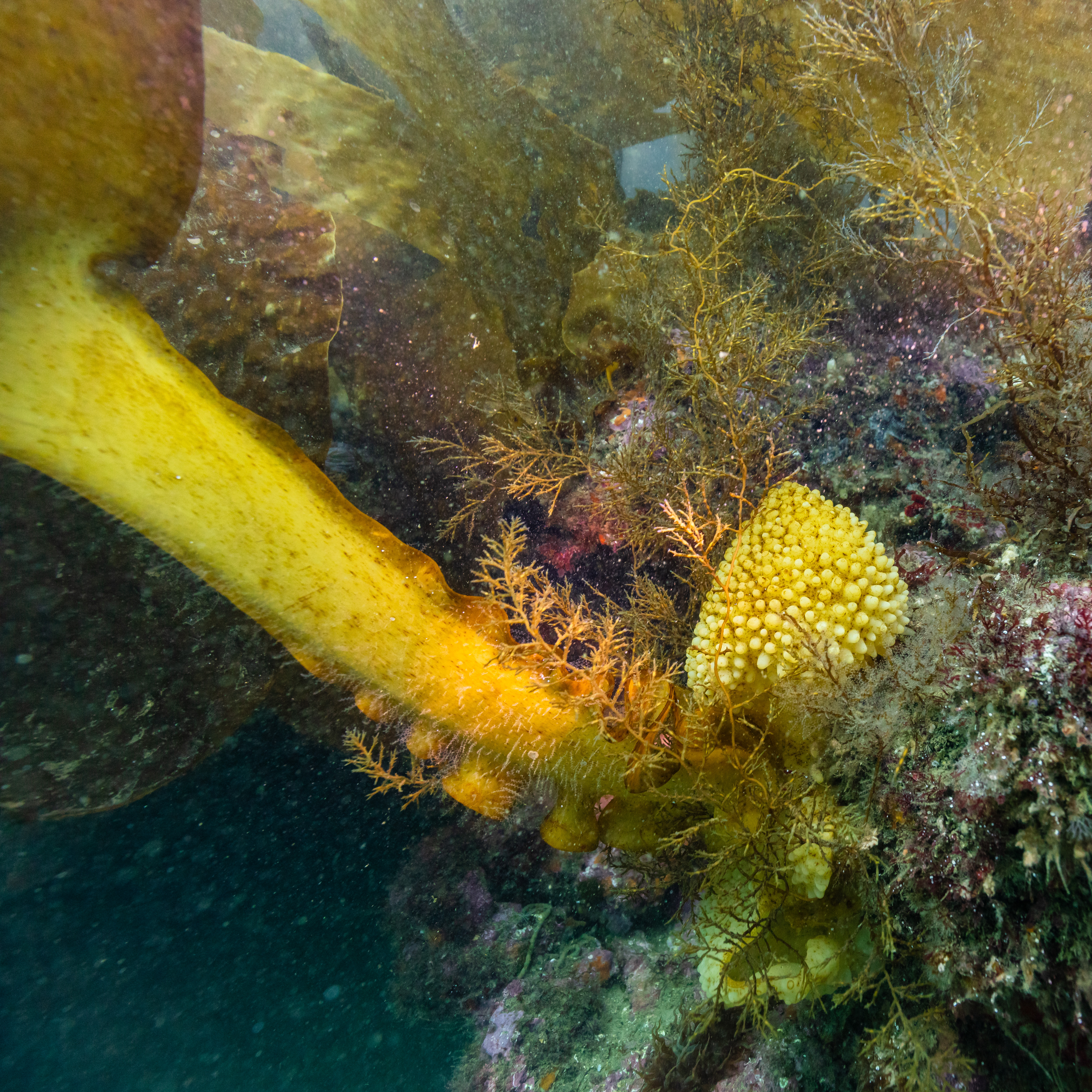
Base y tronco.
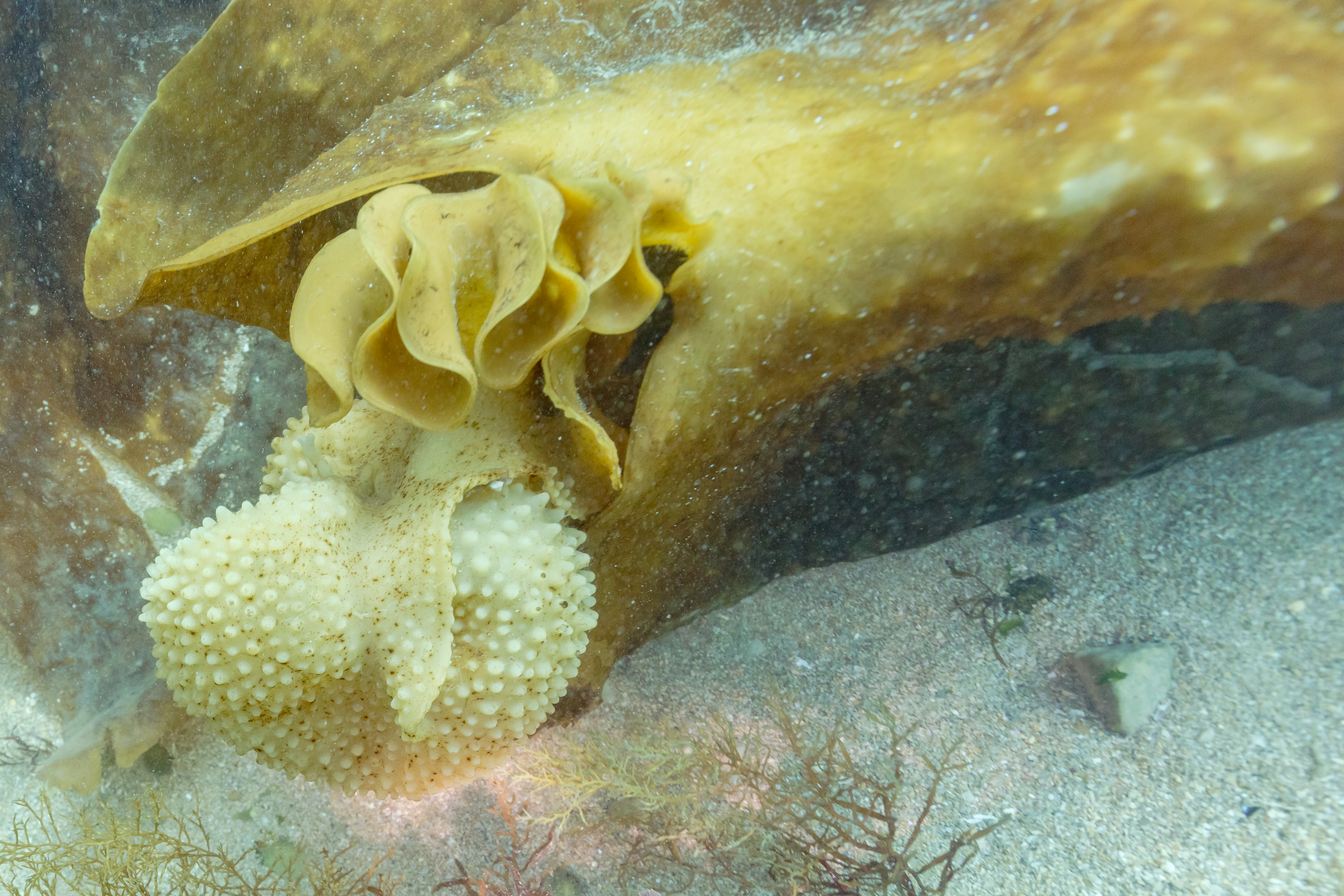
Base y tronco.
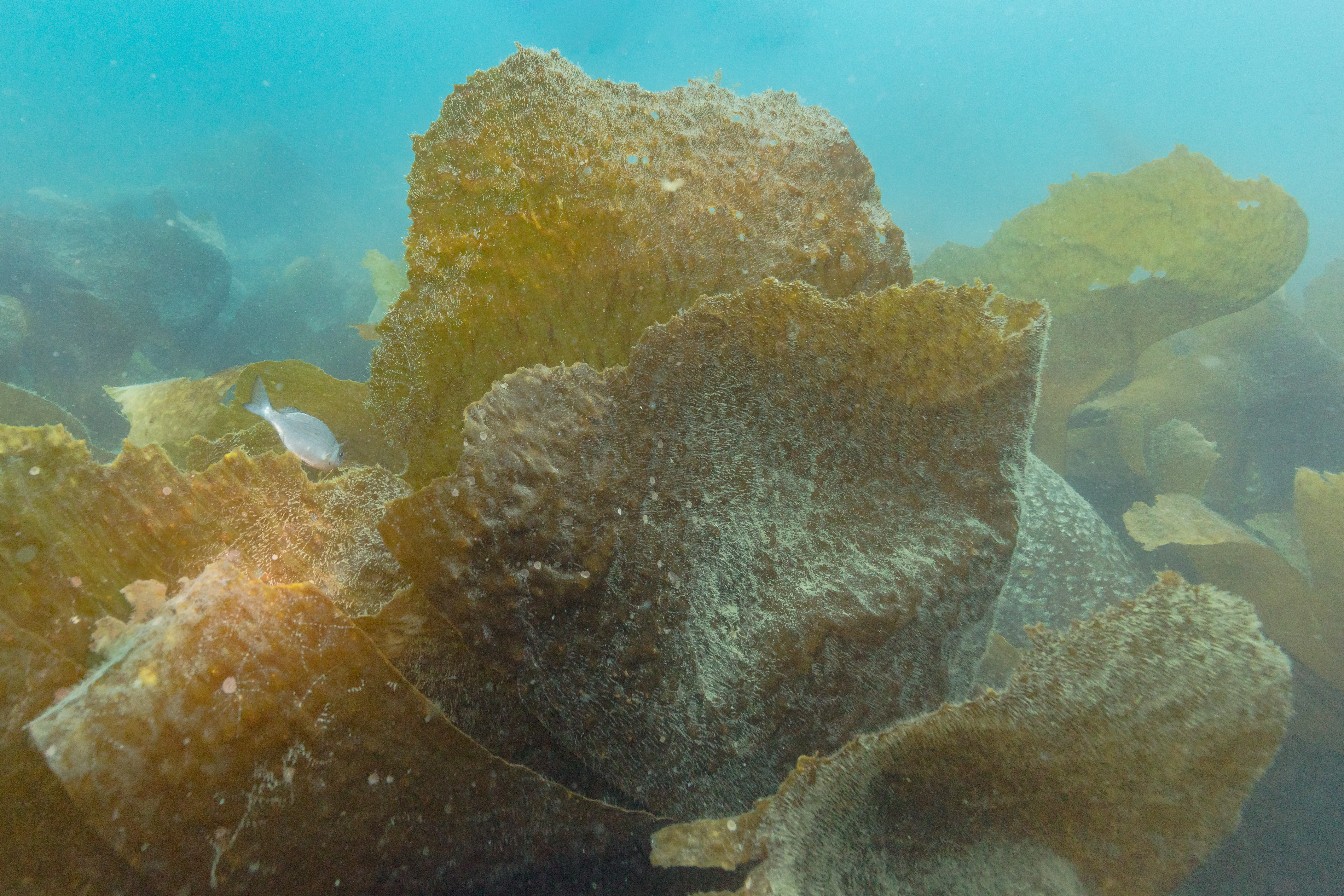
Hojas.

- Datos: Q310345
- Multimedia: Saccorhiza polyschides / Q310345
- Especies: Saccorhiza polyschides